# Jhonny Acosta
Jhonny Acosta (Pereira, Risaralda, Colombia; 31 de marzo de 1983) es un exfutbolista colombiano. Jugaba de mediocampista y su último equipo fue Fortaleza de Colombia.

## Clubes
| Club                | País      | Año       |
| ------------------- | --------- | --------- |
| Deportivo Pereira   | Colombia  | 2001-2004 |
| Central Córdoba     | Argentina | 2005-2006 |
| Deportivo Pereira   | Colombia  | 2006-2009 |
| Envigado F. C.      | Colombia  | 2009      |
| Deportivo Pereira   | Colombia  | 2010      |
| Blooming            | Bolivia   | 2011      |
| Universidad Técnica | Ecuador   | 2012      |
| Fortaleza           | Colombia  | 2013      |